# Fondation Environnementale Sulubaaï
Sulubaai Environnemental Foundation, ou Fondation Environnementale Sulubaaï (SEF), est une organisation franco-philippine à but non lucratif portant sur la préservation et la protection de l’environnement marin, la restauration des écosystèmes (les récifs coralliens en particulier) et le développement durable des communautés. Ses actions ciblent principalement l'île de Pangatalan dont les fondateurs sont propriétaires, et la baie de Shark Fin, au nord-est de l'archipel de Palawan, aux Philippines. 
La Fondation Environnementale Sulubaaï a pour parrain le champion du monde d'apnée Guillaume Néry. Depuis sa création, elle prend part à plusieurs projets scientifiques, comportant des technologies de suivi avancées telles que la bioacoustique ; ou la photogrammétrie des récifs coralliens, en partenariat avec Andromède Océanologie dont le photographe et biologiste Laurent Ballesta est le fondateur. En 2017, SEF crée un modèle de récif artificiel, appelé Sulu-Reef-Prostehsis (SRP), pour restructurer les récifs détruits par la pêche à la dynamite.

## Histoire

### Genèse du projet
La Fondation Sulubaaï est créée en 2012 par un couple de Marseillais, Frédéric Tardieu, ancien promoteur immobilier, et son épouse Christina, ancienne décoratrice d’intérieur. Passionné par les voyages et le monde sous-marin, le couple découvre les Philippines en 1992. Séduit par ce pays, ils décident de s’y installer, vendent une partie de leur patrimoine immobilier pour financer, en janvier 2011, l’acquisition d’une île de 4.5 hectares, Pangalatan, située au nord-est de l’archipel de Palawan. Leur objectif : faire de ce petit bout de terre de 400m de long par 120m de large, un modèle de durabilité et de biodiversité, reproductible partout sur la planète.

### Actions
L'environnement du site était fortement dégradé par des années d’abandon, de déforestation pour la production de charbon de bois, de pêche à la dynamite et au cyanure. Christina et Frédéric Tardieu recrutent une équipe issue des villages voisins de Depla, Sandoval et Silanga pour revégétaliser Pangatalan (68 000 arbres et plantes, + de 10 000 boutures de mangrove).
Créée avec le soutien des autorités philippines et des populations locales, SEF consacre ses actions de 2012 à 2015 à restaurer la mangrove, évacuer les déchets accumulés dans les fonds marins, mais aussi à l’installation de panneaux solaires, de fosses septiques et d’une ferme biologique pour les personnels et résidents de l’île.
Mars 2016 marque un changement d’échelle. La Fondation Environnementale Sulubaaï recrute le biologiste marin Thomas Pavy, chargé d’étudier les écosystèmes terrestres et marins de l’île et de restaurer ses récifs coralliens. L’aire marine protégée de l’île de Pangatalan (PIMPA), d’une dimension de 46 hectares est créée, en collaboration avec les villages de Depla, Silanga, et Taytay. En 2017, les premiers modules de récif artificiel y sont installés, selon une méthode de bouturage inédite, 100% bio, baptisée Sulu-Reef Prosthesis (SRP). En 2018, l’entité Sulubaaï Environmental Foundation – France est créée, sous la présidence de Frédéric Tardieu. 
La Fondation Environnementale Sulubaaï compte plusieurs parrains qui ont un rôle d'ambassadeurs, dont le champion du monde d’apnée Guillaume Néry et le photographe, naturaliste et explorateur Laurent Ballesta. 

## Collaborations scientifiques
La SRP fait l'objet d’une publication par l'Unesco, la méthode éveille l’intérêt des chercheurs comme des médias. Pangatalan accueille la fondation suisse Race for Water, le Criobe (Centre de recherches insulaires et observatoire de l’environnement) ainsi que le voilier océanographique français Tara. Entre décembre 2017 et décembre 2019, trois missions de photogrammétrie des récifs artificiels sont organisées dans l’aire marine protégée de Pangatalan, en association avec Andromède Océanologie, société de Laurent Ballesta. Elle visent à cartographier en trois dimensions un hectare de récif, afin d’évaluer la croissance des boutures de corail. En avril 2018 et décembre 2019, Pangatalan reçoit les missions de Chorus et Ecocéan. La première vise à réaliser une cartographie sonore du récif à l’aide hydrophones. La seconde consiste en la capture de larves de poissons afin d’assurer leur croissance en captivité, à l’abri des prédateurs, puis de les relâcher au stade juvénile, lorsque les animaux sont moins vulnérables. 

### Le projet Sea Academy Palawan 2021 - 2024
S’appuyant sur son expérience de restauration des écosystèmes et ses liens avec la communauté scientifique internationale, Sulubaai Environnemental Foundation lance Sea Academy Palawan 2020 - 2023, un projet-pilote à la fois environnemental, social et scientifique, qui reçoit en mai 2019 le soutien officiel de la Division of Ecological and Earth Sciences, Man and the Biosphere (MAB) Program de l’Unesco.
Sea Academy vise à créer dans Shark Fin Bay plusieurs aires marines protégées (AMP) communautaires de 50 hectares chacune, en impliquant les populations de Depla, Silanga, Sandoval et les communautés locales de pêcheurs. La fondation entend ainsi mettre fin aux pratiques de pêche destructrices et illégales dans la baie ; acquérir une meilleure connaissance des écosystèmes marins grâce à des collaborations scientifiques ; déployer sa méthode de bouturage Sulu-Reef Prothesis pour restaurer les récifs coralliens dégradés ; augmenter les populations de poissons en s’appuyant sur la méthode d’Ecocéan ; sensibiliser la jeune génération à son environnement marin grâce à une AMP éducative et un programme ciblé ; contribuer au développement économique du territoire et créer des emplois grâce à une pisciculture durable et respectueuse de l'environnement. 
Le budget de 1.7 million d’euros de Sea Academy est financé par le Fonds français pour l’environnement mondial (FFEM) , la fondation Prince Albert II de Monaco, Blancpain Manufacture de haute horlogerie et la fondation Veolia. 
La convention entre la fondation et le FFEM est signée le 15 septembre 2020 en présence de Bérangère Abba, secrétaire d’État à la Biodiversité, de l’Ambassadrice des Philippines en France, des représentants de l’Organisation des Nations Unies pour l'éducation, la science et la culture (UNESCO), du Conservatoire du Littoral, et de l’Agence Française de Développement (AFD).  
Sea Academy bénéficie de partenariats techniques et scientifiques avec Ecocéan, Andromède Océanologie, Institut de Recherche Chorus, Criobe -CNRS.

### Labels et distinctions
Depuis 2017, SEF est membre du réseau Small Islands Organization (SMILO). Le réseau lui décerne le label « Sustainable Islands » en 2018.
En 2019, SEF reçoit le label « Biosphere Responsible Tourism » du Responsible Tourism Institute, le label « Zero-carbon resort » du PCSD et le prix de l’innovation Asie-Océanie par l’Ambassade de France à Singapour.
L’île de Pangatalan et sa baie sont quant à elles élues « Hope Spot » des Philippines par Mission Blue. 

### Publications
- Cinzia Alessi, Thomas Pavy, Mélanie Santo, Frédéric Tardieu, Sulu-Reef Prosthesis, A New Artificial Structure to Restore a Degraded Coral Reef. Our Palawan, the scientific Journal of the Palawan Council for sustainable development, volume 5, issue 1, décembre-janvier 2019, p. 1-10.   (ISSN 2423-222X)
- Sulubaaï Environmental Foundation, Pangatalan Sustainable Island Management Plan, 2017.